# Čer Zališće
Zališće je majhen nenaseljen otoček oziroma čer v Jadranskem morju, ki pripada Hrvaški.
Čer se nahaja v zalivu Novigradsko morje v Zadarski županiji na Hrvaškem. Ima zaobljeno obliko in višino 1 m, nahaja se pred majhnim zalivom v dolini Zališće in je le 160 m od obale. Nahaja se v bližini severne obale Novigradskega morja, ki leži med prelivom Novsko Ždrilo, ki povezuje zaliv z Velebitskim kanalom in izlivom reke Zrmanje.